# Isonandra alloneura
Isonandra alloneura là một loài thực vật có hoa trong họ Hồng xiêm. Loài này được Jeuken mô tả khoa học đầu tiên năm 1952.